# الفرسان الثلاثة (رواية)
الفرسان الثلاثة (بالفرنسية: Les trois mousquetaires) هي رواية من تأليف أليكساندر دوما وتسرد مغامرات شابّ اسمه دارتانيان. حيث يترك دارتانيان البيت في أمل ان يصبح فارسا. وخلافا لما يوحي به العنوان فإن دارتانيان ليس أحد الفرسان الثلاثة؛ فأولئك في الحقيقة هم أصدقاؤه آثوس وبورثوس وأراميس. ثلاثة فرسان وأصدقاء متلازمون يعيشون حسب عقيدة ومبدأ ان: «الواحد للكلّ، والكلّ للواحد».

## حبكة
تبدأ القصة في عام 1625 وتروي انه وقع حادث في قرية فرنسية «مونغ» وكان الذعر والخوف يعم المكان نتيجة لصراع الدامي المستمر بين حكام فرنسا ونبلائها. بعد اغتيال والده، صعد على عرش فرنسا الملك لويس الثالث عشر، الذي كان في صراع مع الكاردينال ريشيليو مستشار الملك، الذي كان يخطط سرا للاستيلاء على الحكم. عن طريق تلويث سمعة الملكة آن. وفي غمرة هذه الاحداث والفوضى ظهر«دارتانيان» وهوشاب شجاع في الثامنة عشرة من عمره.

## رواية عالمية
نشرت الرواية لأول مرة في عام 1844 وتعتبر من أشهر الروايات الفرنسية والعالمية وتم بناء عليها اقتباس العديد من الأعمال التلفزيونية والسينمائية بالإضافة إلى ألعاب الفيديو.